# کاسالدونی
کاسالدونی (به ایتالیایی: Casalduni) یک کومونه در ایتالیا است که در استان بنونتو واقع شده‌است.

## خصوصیات
کاسالدونی ۲۳٫۲ کیلومترمربع مساحت و ۱٬۵۱۳ نفر جمعیت دارد و ۳۰۰ متر بالاتر از سطح دریا واقع شده‌است.